# Morgenhyrderne
Morgenhyrderne var titlen på Radio 100FM’s morgenprogram alle hverdage fra 06.00 til 09.20 fra den 18. november 2003 til den 28. september 2007.

## Værter
Den oprindelige besætning var Lars Hjortshøj, Lasse Rimmer og Andrea Elisabeth Rudolph.
De tre værter modtog Årets Ærespris 2005 (også kaldet Dansk Radiopris) ved branchekonferencen Radio Days, en pris tidligere uddelt til Jørgen Mylius (2003) og folkene bag Radio Mercur (2004).
Andrea Elisabeth Rudolph afslørede i direkte radio, at hun var gravid, og i forbindelse med hendes barsel valgte hun at fratræde sin stilling per 31. marts 2006, da hun ikke var tilfreds med den barselsordning, Radio 100FM kunne tilbyde hende. 
1. maj 2006 startede i stedet Signe Muusmann, 28 år og med mere end syv års erfaring med radio og tv.
Lars Hjortshøj fratrådte som Morgenhyrde tirsdag den 31. oktober 2006 til fordel for ansættelse på TV 2 Radio. I hans sted begyndte Simon Jul Jørgensen tirsdag den 9. januar 2007.

## De Nye Morgenhyrder
Den 18.august 2008 gik Radio 100FM's nye morgenprogram De Nye Morgenhyrder i luften med værterne Lasse Rimmer, Charlotte Vigel (tidligere afvikler gennem flere år på Morgenhyrderne) og Jacob Wilson (tidligere tekstforfatter på Morgernhyrderne).